# Okamejei pita
Okamejei pita är en rockeart som först beskrevs av Hans W. Fricke och Al-Hassan 1995.  Okamejei pita ingår i släktet Okamejei och familjen egentliga rockor. IUCN kategoriserar arten globalt som akut hotad. Inga underarter finns listade i Catalogue of Life.